# Référendum libyen de 1971 sur l'Union des Républiques arabes
Un référendum sur l'Union des Républiques arabes se tient le 1er septembre 1971 en Libye, en parallèle de référendums similaires en Égypte et en Syrie. Il est approuvé par 98,68 % des électeurs, avec un taux de participation de 94,61 %.

## Résultats
| Choix                     | Votes   | %     |
| ------------------------- | ------- | ----- |
| Pour                      | 477 490 | 98,68 |
| Contre                    | 6 376   | 1,32  |
|                           |         |       |
| Votes valides             | 483 866 | 99,92 |
| Votes blancs et invalides | 365     | 0,08  |
| Total                     | 484 231 | 100   |
| Abstention                | 27 572  | 5,39  |
| Inscrits/Participation    | 511 803 | 94,61 |